# Episynlestes cristatus
Episynlestes cristatus là loài chuồn chuồn trong họ Synlestidae. Loài này được Watson & Moulds mô tả khoa học đầu tiên năm 1977.